# Edward Hobart Seymour
Sir Edward Hobart Seymour (Kinwarton, 30 aprile 1840 – Maidenhead, 2 marzo 1929) è stato un ammiraglio britannico, comandante della China Station durante la rivolta dei Boxer.

## Biografia

### I primi anni
Nipote del Contrammiraglio Michael Seymour, I baronetto e figlio del reverendo Richard Seymour, Edward Seymour venne educato al Radley College e poi alla Eastman's Naval Academy, Southsea per poi entrare definitivamente nella Royal Navy nel 1852.

### La carriera

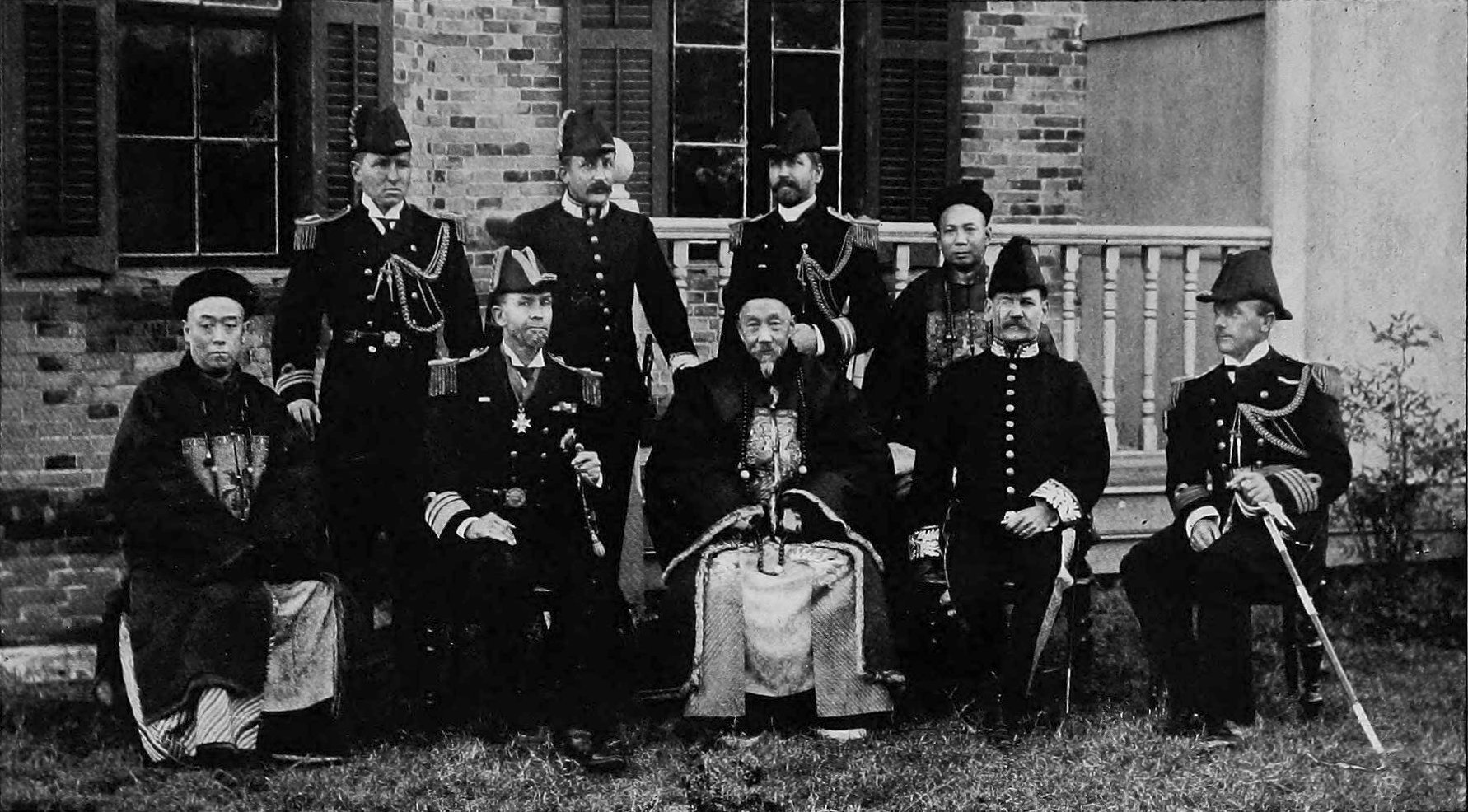
Seymour (terzo da sinistra) con Li Hongzhang e altri ufficiali, 1900

Egli prestò servizio nel Mar Nero durante la Guerra di Crimea, alla fine della quale ancora marinaio venne imbarcato sulla HMS Calcutta, che era guidata da suo zio, Sir Michael Seymour, verso la China Station. Egli prese parte alla presa di Canton nel dicembre del 1857 e successivamente, sulla HMS Chesapeake, prese parte all'attacco ai forti di Taku nel settembre del 1860.
Nel dicembre del 1897, Seymour venne nominato comandante in capo della China Station, assumendo l'incarico solo dal 18 febbraio 1898. La sua ammiraglia era la HMS Centurion. Il servizio si dimostrò pacifico sino alla Ribellione dei Boxer quando Seymour dovette guidare la propria brigata navale a riprendere possesso di Pechino.
Dopo questi scontri ricevette l'Order of Merit e altre decorazioni, ritirandosi quindi a vita privata e dedicandosi alla scrittura delle proprie memorie, morendo in Inghilterra nel 1929.

## Opere
- Edward H. Seymour (1911). My Naval Career and Travels.